# Eugen Deutsch
Eugen Deutsch (ur. 9 listopada 1907 w Ludwigshafen am Rhein, zm. 8 lutego 1945 w Bitche) – niemiecki sztangista.
Na Igrzyskach Olimpijskich w Berlinie w 1936 zdobył srebrny medal w wadze lekkociężkiej (do 82,5 kg). Wywalczył również dwa srebrne medale mistrzostw Europy (1934, 1935). Trzykrotnie był mistrzem Niemiec (1934, 1935, 1936).
Poległ podczas II wojny światowej.